# صغار للأبد
شباب للأبد أو صغار للأبد (بالكورية : 영원히 젊은) هي أغنية لفرقة الفتيات الكورية الجنوبية بلاكبينك وهي ثاني أغنية من أول ألبوم مصغر لهم سكوير آب الذي تم إصداره في 14 يوليو 2018، قام بتأليف وإنتاج الاغنية تيدي بارك بمساعدة بيكوه بوم وآر.تي، ترشحت الأغنية لجائزة أغنية السنة في حفل غاون الموسيقي عام 2019

## فيديو الرقص
في 20 يونيو 2018 تم إصدار فيديو الرقص الخاص بالأغنية في يوتيوب على قناة بلاكبينك الرسمية، واعتباراً من مايو 2019، حقق الفيديو أكثر من 150 مليون مشاهدة و2.7 مليون إعجاب على يوتيوب.

## الترويج
روّجت بلاكبينك للأغنية في العديد من البرامج الموسيقية في كوريا الجنوبية بما في ذلك شوو! أوماك جونشيم وإنكيغايو. وفي 12 فبراير 2019 أدت فرقة بلاكبينك أغنية ددو-دو ددو-دو وصغار للأبد في برنامج صباح الخير يا أمريكا.

## الجوائز

### جوائز مخطط غاون الموسيقية
| السنة | الفئة               | النتيجة | مراجع. |
| ----- | ------------------- | ------- | ------ |
| 2019  | أغنية العام – يونيو | رُشِّح     | [ 3 ]  |

## المخططات

### المخططات الأسبوعية
| مخطط (2018)                | المركز |
| -------------------------- | ------ |
| اليابان (هوت 100)          | 36     |
| نيوزيلندا (آر إم إن زي)    | 10     |
| ماليزيا (آر آي إم)         | 5      |
| سنغافورة (آر آي أي إس)     | 2      |
| كوريا الجنوبية (هوت 100)   | 2      |
| كوريا الجنوبية (غاون)      | 2      |
| الولايات المتحدة (بيلبورد) | 4      |

### مخططات نهاية العام
| مخططات (2018)        | المركز |
| -------------------- | ------ |
| كوريا الجوبية (غاون) | 32     |

## تاريخ الإصدار
| المنطقة           | تاريخ الإصدار | الصيغة              | الشركة                         | مراجع. |
| ----------------- | ------------- | ------------------- | ------------------------------ | ------ |
| جميع أنحاء العالم | 14 يوليو 2018 | تحميل رقمي، ستريمنغ | واي جي إنترتينمنت، جيني ميوزيك | [ 11 ] |